# Calau-da-damaralândia
O calau-da-damaralândia ou calau-de-bico-vermelho-da-damaralândia (Tockus damarensis) é uma espécie de calau africano da família Bucerotidae. Distribui-se pelo sudoeste de Angola pelo norte da Namíbia. 

## Taxonomia
Esta espécie resulta de uma divisão do calau-de-bico-vermelho em cinco espécies distintas, contudo esta divisão não é reconhecida por todas as autoridades.